# Thermes romains de Varna
Les thermes romains (en bulgare : Римски терми) de Varna sont un complexe d'anciens bains romains (thermes) situé dans la ville portuaire de Varna, sur la mer Noire, au nord-est de la Bulgarie.
Les thermes sont situés au sud-est de la ville moderne, qui à l'époque romaine était connue sous le nom de Odessus. Les bains ont été construits à la fin du IIe siècle et se trouvent être les quatrièmes plus grands thermes d'Europe, et le plus grand des Balkans.

## Histoire
L'ancienne Varna, d'abord lieu d'habitation thrace puis colonie grecque, devient romaine en 15 apr. J.-C. et est assignée à la province de Mésie, avec un certain degré d'autonomie locale. Les thermes de Varna sont construits vers la fin du IIe siècle et sont utilisés pendant près de cent ans, jusqu'à la fin du IIIe siècle. Des pièces frappées de l'effigie de l'empereur romain Septime Sévère (emp. 193-211)  ont été découverts sur le site des thermes. Bien plus tard, au XIVe siècle, les ruines des thermes servent d'atelier pour des artisans.
Les ruines sont scientifiquement reconnues comme site ancien en 1906 par le chercheur austro-hongrois Ernst Kalinka, puis sont explorées par les frères archéologues tchéco-bulgares Karel et Hermann Škorpil. D'autres parties des ruines sont découvertes entre 1959 et 1971 par une équipe dirigée par M. Mirchev. En aout 2013, la municipalité de Varna ordonne un urgent projet de preservation des thermes romains pour une valeur de 125 000 leva.

## Description
Les ruines des thermes se situent dans la partie sud-est de la Varna moderne, à l'intersection des rues San Stefano et Han Krum. Elles recouvrent une aire de 7 000 m2 avec des voûtes atteignant 20 à 22 m de hauteur. En surface, les thermes romains de Varna sont le quatrième parmi les plus grands thermes préservés en Europe, derrière les thermes de Caracalla et les thermes de Dioclétien, tous deux dans la capitale impériale Rome, et les thermes impériaux de Trèves en Allemagne. Les thermes de Varna sont les plus grands dans les Balkans et le plus important bâtiment ancien de l'actuelle Bulgarie.
Les thermes offraient une diversité d'équipement, incluant un apodyterium (vestiaire), un frigidarium (bain froid), un tepidarium (bain tiède) et un caldarium (bain chaud) ainsi qu'un palaestra (un espace aux fonctions sociales et athlétiques). Le chauffage provenait d'un hypocauste, un système de chauffage par le sol.